# Gynopterus crassicornis
Gynopterus crassicornis is een keversoort uit de familie klopkevers (Ptinidae). De wetenschappelijke naam van de soort werd in 1877 gepubliceerd door Ernst August Hellmuth von Kiesenwetter.